# Walther Hensel (Musikerzieher)

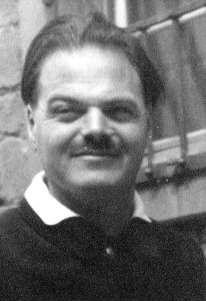
Walther Hensel, um 1930

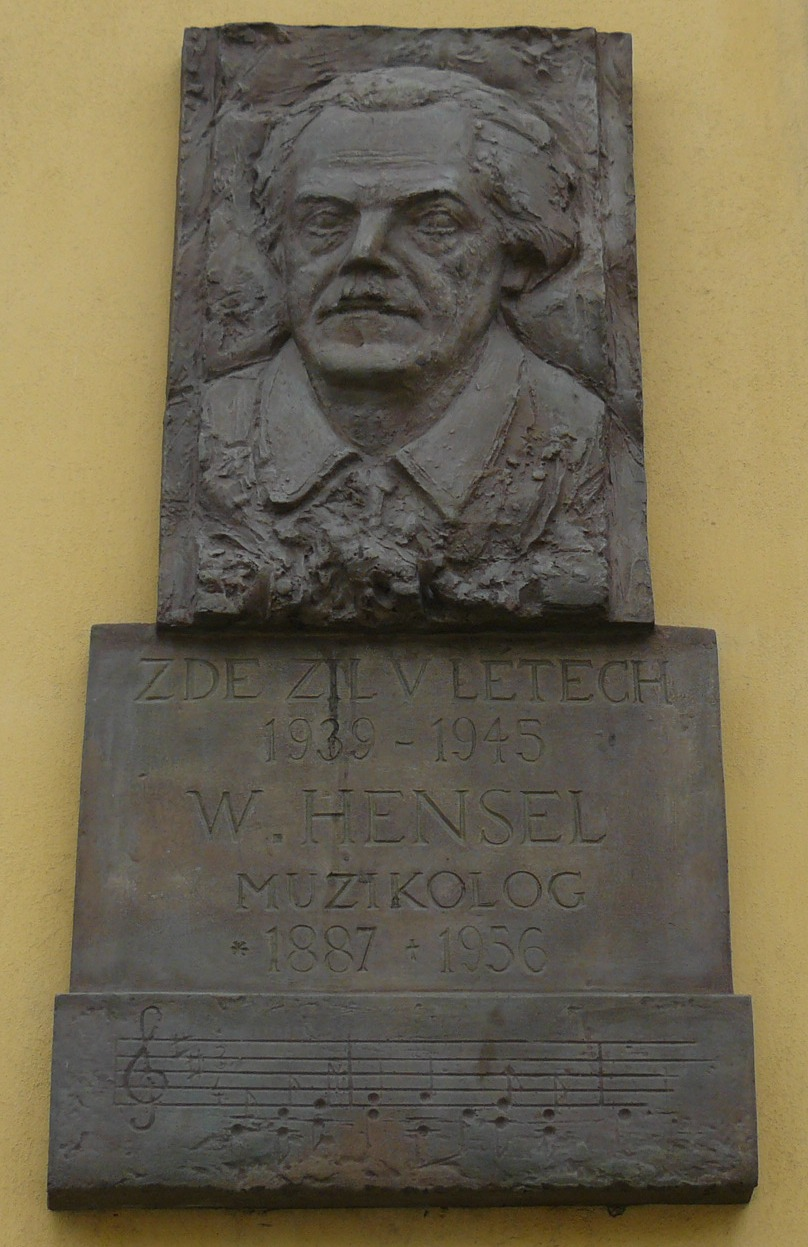
Gedenktafel in Teplitz, Böhmen

Walther Hensel (Pseudonym von Julius Janiczek; * 8. September 1887 in Mährisch Trübau, Österreich-Ungarn; † 5. September 1956 in München) war ein deutscher Musikerzieher, der sich vor allem der Erforschung und Pflege des Volksliedes widmete.

## Leben und Wirkung
Nach der Matura am Gymnasium in Mährisch Trübau studierte der ländlich geprägte Hensel in Wien, Freiburg/Schweiz und Prag Germanistik, Romanistik und Musikwissenschaft und arbeitete zunächst als Lehrer an der Prager Handelsakademie. Er beteiligte sich 1911, dem Jahr seiner Promotion zum Dr. phil., an der Gründung der böhmischen Sektion des „Österreichischen Wandervogels, Bund für deutsches Jugendwandern“ und war 1917 Gauwart für Böhmen. 1924 rief er aus der Jugendmusikbewegung heraus den Finkensteiner Bund ins Leben. Von 1925 bis 1927 leitete er die Jugendmusikschule Dortmund, ab 1930 lehrte er an der Stuttgarter Volkshochschule. Daneben leitete er Chöre. 1938 nahm er den „Anschluss des Sudetenlandes“ – so die Wortwahl der im schwäbischen Winnenden ansässigen Walther-Hensel-Gesellschaft – zum Anlass, in seine Heimat zurückzukehren. Nach der Trennung von seiner ersten Frau Olga (geborene Pokorny, * 17. April 1885 in Theresienstadt, † 19. September 1977 in Stuttgart, Konzertsängerin, Stimmbildnerin und Musikerzieherin), mit der er den Sohn Herbert Hensel hatte, ließ er sich mit seiner zweiten Frau Paula in Teplitz nieder. 1941 verlieh ihm die philosophische Fakultät der Prager Deutschen Universität den Eichendorff-Preis. Gleichzeitig erhielt er den staatlichen Auftrag zur Erforschung des deutschen und slawischen Volksliedes im böhmisch-mährischen Raum.
Hensel schrieb die Melodien zu mindestens zwei Liedern auf Texte von NSDAP-Dichtern, die den „Führer“ Adolf Hitler verherrlichen und im 3. Reich große Beliebtheit erlangten: „So gelte denn wieder Urväter Sitte (dem Führer)“, Text von Will Vesper und „Weihelied“, Text von Ernst Leibl.
Von 1946 bis 1950 arbeitete Hensel als wissenschaftlicher Berater an der Städtischen Bücherei in München. Kurz vor seinem Tod (1956) wurde er mit dem Großen Sudetendeutschen Kulturpreis geehrt.
Hensel zählte neben Fritz Jöde und Hans Breuer (Herausgeber des „Zupfgeigenhansl“) zu den Führungsfiguren der Jugendmusikbewegung. Zudem stammen aus seiner Feder zahlreiche Bearbeitungen oder Vertonungen von Volksliedern, darunter eine vor allem unter Chören bevorzugte Vertonung des Gedichts Geh aus, mein Herz, und suche Freud von Paul Gerhardt. Hensel war der erste Autor des 1923 gegründeten Bärenreiter-Verlags. In Göppingen ist eine Grund- und Hauptschule nach Walther Hensel benannt, und in seiner Geburtsstadt trägt ein deutsch-tschechisches Begegnungszentrum seinen Namen.

## Werke
- Der Vokalismus der Mundarten in der Schönhengster Sprachinsel. (Dissertation). Freiburg (Schweiz) 1911, 104 S. (Janiczek Julius)
- Lied und Volk. Eine Streitschrift wider das falsche deutsche Lied, 1921
- Im Zeichen des Volksliedes, 1922
- Wach auf. Festliche Weisen, 1924
- Lobsinget. Geistliche Lieder, 1926
- Finkensteiner Liederbuch, 1926
- Der singende Quell, Liederbuch, 1929
- Das aufrecht Fähnlein, Liederbuch, 1923
- Spinnerin Lobunddank, Märchenliederbuch, 1932
- Lönslieder, 1934
- Musikalische Grundlehre. Ein Wegweiser für Laien, 1936
- Auf den Spuren des Volksliedes, 1944